# Марк Аврелий Кота
Марк Аврелий Кота (на латински: Marcus Aurelius Cotta) e политик през късната Римска република.
Марк е син на Рутилия от първия ѝ брак с Гай Аврелий Кота, брат е на Гай Аврелий Кота (консул 75 пр.н.е.) и Луций Аврелий Кота (консул 65 пр.н.е.) и доведен брат на майката на Юлий Цезар – Аврелия Кота.
През 80 пр.н.е. е назначен за пропретор и се бие против Квинт Серторий. През 74 пр.н.е. е избран за консул заедно с Луций Лициний Лукул и поема заедно с колегата си командването на войната на Изток против Митридат VI. Кота получава новата провинция Витиния, която трябва да пази с една флота. След загуба на битка той се оттегля в град Халкедон. Следващата година e проконсул и действа на брега на Понтийското царство и започва с обсадата на Хераклея Понтика, която завършва след две години през 71 пр.н.е. След обсадата се завръща в Рим, където през 67 пр.н.е. e обвинен за присвояване на плячка при завладяването на Хераклея от народния трибун Гай Папирий Карбон. Кота е осъден и изгонен от Рим по заповед на Сената.